# Marsala (California)
Marsala è una città fantasma degli Stati Uniti d'America situata nella Contea di Kings, nello Stato della California. Si trovava sulla Southern Pacific Railroad a una distanza di circa 3,6 km a nord-nordovest di Stratford. Marsala appariva sulle mappe ancora nel 1929.